# Grenzflurabstand
Der Grenzflurabstand ist eine hydrologische Größe in der Bodenkunde, die diejenige Tiefe beschreibt, bis zu der der Grundwasserspiegel bedingt durch kapillaren Aufstieg Einfluss auf die Evapotranspiration (Summe aus Bodenverdunstung und Transpiration der Pflanzen) an der Erdoberfläche und somit auf den Ertrag von landwirtschaftlich genutzten Flächen hat. Er beträgt maximal 3,5 Meter.
Grenzflurabstand = WE + kapillarer Aufstieg
(WE: effektive Durchwurzelungstiefe)
Wenn der tatsächliche Flurabstand (Abstand zwischen Grundwasseroberfläche und Geländeoberkante) größer ist als der Grenzflurabstand, so ist die Vegetation darauf angewiesen, ihren Wasserbedarf aus Niederschlag und Bewässerung zu decken. 
Manche Autoren definieren den Grenzflurabstand abweichend als den Abstand „zwischen Untergrenze des effektiven Wurzelraumes und Grundwasseroberfläche, bei dem noch eine für das Pflanzenwachstum wirksame Wassermenge aus dem Grundwasser kapillar in den effektiven Wurzelraum aufsteigt“. Der Grenzflurabstand ist in diesem Fall also vor allem von Bodenart und -dichte und nicht von der Wurzeltiefe der Pflanzen abhängig.